# Selbitz
Selbitz är en stad i Landkreis Hof i Regierungsbezirk Oberfranken i förbundslandet Bayern i Tyskland.